# Понна
Понна (итал. Ponna) — коммуна в Италии, располагается в регионе Ломбардия, в провинции Комо.
Население составляет 262 человека (2008 г.), плотность населения составляет 52 чел./км². Занимает площадь 5 км². Почтовый индекс — 22020. Телефонный код — 031.
Покровителем коммуны почитается святой апостол Иаков Старший, празднование 25 июля.

## Демография
Динамика населения:

## Администрация коммуны
- Официальный сайт: http://www.comune.ponna.co.it/